# Jakob Ullmann
Jakob Ullmann (* 12. Juli 1958 in Freiberg) ist ein deutscher Komponist und Hochschullehrer.

## Leben
Sein Vater war der Theologe, Politiker und Herausgeber der Wochenzeitung Der Freitag Wolfgang Ullmann. Seine Kindheit und Einschulung verbrachte er in Naumburg a. d. Saale. Nach Totalverweigerung des Wehrdienstes bei der Nationalen Volksarmee (NVA) arbeitete Ullmann von 1978 bis 1982 unter anderem als Hausmeister, Heizer und Anstreicher in Dresden. Von 1979 bis 1982 studierte er Kirchenmusik an der Kirchenmusikschule der evangelisch-lutherischen Landeskirche Sachsens. Ab 1982 nahm er private Kompositionsstudien bei Friedrich Goldmann und war freiberuflich als Komponist und Autor in Samisdat-Publikationen tätig.
Seit 1990 ist Jakob Ullmann als freiberuflicher Komponist und musikwissenschaftlicher Autor tätig. Er erhielt Lehraufträge an verschiedenen Universitäten zur mittelalterlichen sowie Neuen Musik, zur Geschichte und Theorie der byzantinischen Musik sowie zur Musik- und allgemeinen Philosophie. Im Jahr 2004 promovierte Ullmann zum Doktor der Philosophie (Dr. phil.) an der Hochschule für Bildende Künste Braunschweig. Ab 2005 unterrichtet er Komposition an der Hochschule für Musik in Basel, 2008 wird er dort zum Professor für Komposition, Notationskunde und Musiktheorie berufen, wo er bis 2018 dozierte. Seitdem lebt Ullmann wieder in Naumburg a. d. Saale.

## Kompositionen (Auswahl)
- MNIMA, auf Texte von Anna Achmatova für 3 Frauenstimmen, Altfl., Ob., Vc., Kb.-Klar. und 36 Solostreicher, 1984
- komposition für orchester 1 (schwarzer sand/schnee), 1990/91, 50'
- komposition für orchester 2, 1993, 45'
- komposition für orchester 3, 1994, 20'
- ΟΡΟΣ ΜΕΤΕΩΡΟΣ, 2008/9, dramatisches Fragment mit Aischylos und Euripides für Solosopran, 8 Stimmen, Oboe da caccia, 3 Aulospaare, Schlagzeug und Streichtrio, 60'
- la segunda canción del angel desaparecido, 2011–13, für Flöte, Bassetthorn, Fagott, Perc. und Streichquintett, 86'
- DISTOMO, ein memorial, 2018–20, für Kinder, Stimmen,  2 Arghoul, Vc., Klav., Perc. und Elektronik, 75'

Quelle:

## Diskographie (Auswahl)
- komposition für streichquartett, komposition für violine, disappering musics, WERGO, 1996, mit: Ensemble recherche, Ensemble United Berlin, Nicolaus Richter de Vroe
- A Catalogue of Sounds, Edition RZ, 2008, mit: Ensemble Oriol Berlin
- komposition für streichquartett 2, HR-Musik, 2007, mit: Arditti Quartett
- Voice, Books and Fire 3, Edition RZ, 2010
- Solo III für Orgel, Fremde Zeit Addendum 4, Edition RZ, 2013, mit: Hans-Peter Schulz
- Müntzers Stern, Edition RZ, 2018, mit: Dafne Vicente-Sandoval
- Solo V für Klavier, Fremde Zeit Addendum 5, Edition RZ, 2019, mit: Lukas Rickli

## Publikationen (Auswahl)
- Auf der Kehrseite der Medaille. Grenzfall Mozart. Don Giovanni DAS LACHEN DER SCHREI in: Mozart. Die Da Ponte-Opern, Musik-Konzepte Sonderband, München 1991
- Ou Chronos in: Was heißt Fortschritt, Musik-Konzepte 100, München 1998
- Zwei sprachen in: Arnold Schoenberg und der Sprechgesang, Musik-Konzepte 112/113, München 2001

Quelle:

## Auszeichnungen
- 2022: Musikpreis des Landes Sachsen-Anhalt[3]